# King Gimp
King Gimp é um filme-documentário em curta-metragem estadunidense de 1999 dirigido e escrito por Susan Hannah Hadary e William A. Whiteford. Venceu o Oscar de melhor documentário de curta-metragem na edição de 2000.